# Inger Christensen

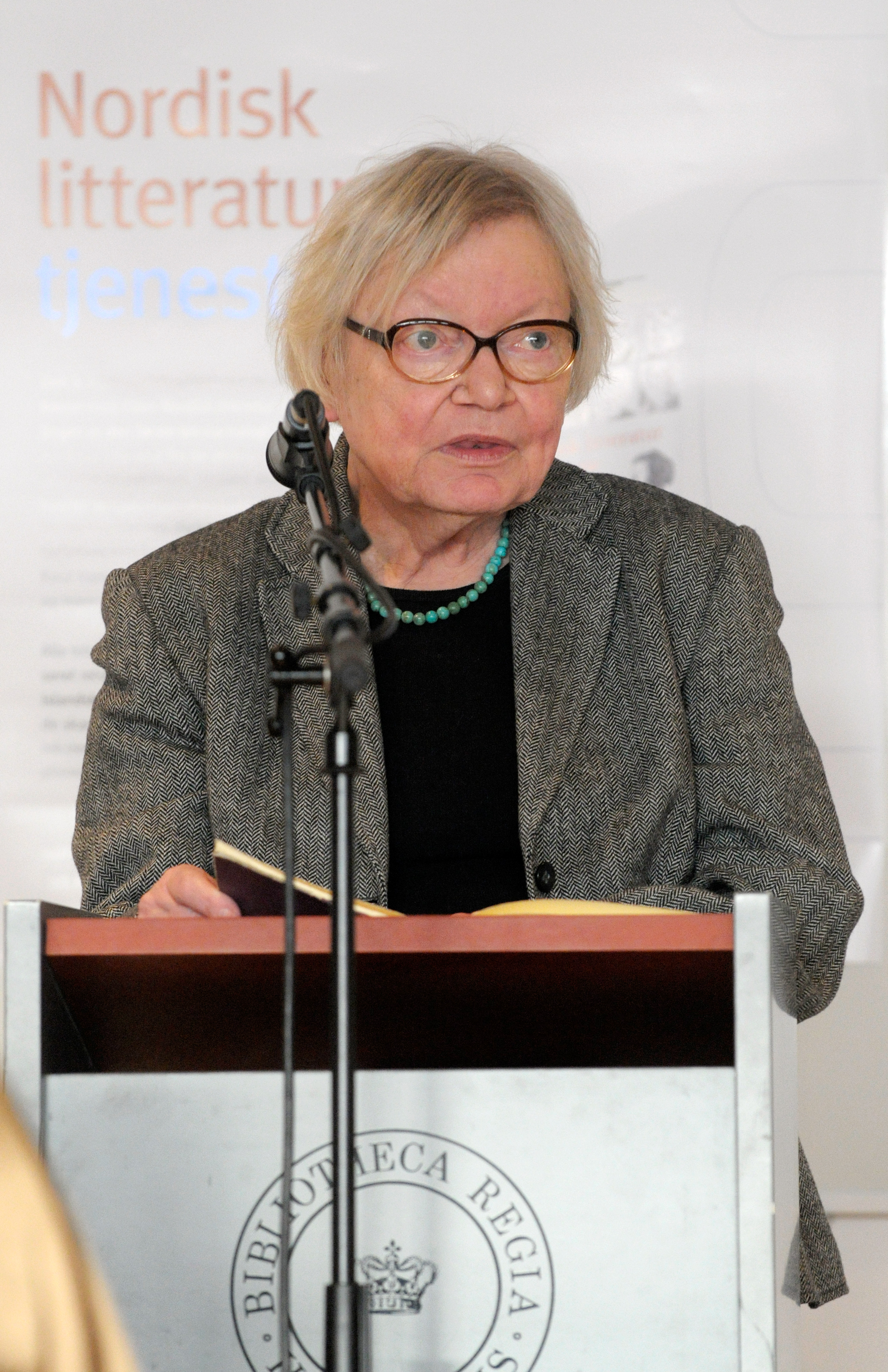
Inger Christensen (2008)

Inger Christensen (* 16. Januar 1935 in Vejle, Dänemark; † 2. Januar 2009 in Kopenhagen) war eine dänische Schriftstellerin. Sie zählt zu den bedeutendsten europäischen Lyrikerinnen ihrer Generation.

## Leben
Inger Christensen absolvierte eine Ausbildung zur Volksschullehrerin, studierte Medizin, Chemie und Mathematik an der Universität Kopenhagen und arbeitete einige Jahre an einer Kunsthochschule. Seit 1962 lebte sie in Kopenhagen.
Nach ihrem Debüt mit dem Gedichtband Lys (dt. Licht) im Jahre 1962 veröffentlichte sie 1969 eines ihrer Hauptwerke, den Gedichtzyklus Det (dt. Das). Der Gedichtband Alfabet (dt. Alphabet 1988) gilt als ihr zweites Hauptwerk.
Daneben erschienen von ihr weitere Gedichtbände und eine Vielzahl von anderen literarischen Arbeiten, darunter zwei Romane, Kinder- und Jugendbücher, Theaterstücke, Hörspiele und zahlreiche Essays, davon viele auch in deutscher Übersetzung, so etwa im Jahr 2000 der Essayband Der Geheimniszustand und Gedicht vom Tod.
Christensen war Mitglied der Dänischen Akademie, der Europäischen Akademie für Poesie und seit 2001 der Akademie der Künste in Berlin. In deutscher Sprache erschienen ihre Bücher in der Übersetzung von Hanns Grössel, zumeist als bilinguale Ausgaben, im Münsteraner Kleinheinrich Verlag.

## Werk
Michael Fisch schrieb im Tagesspiegel: „Das Grundthema ihres Werks ist die Angst des Einzelnen gegenüber einer als Chaos empfundenen Wirklichkeit und seine durch einen Erkenntnisprozess bewirkte Befreiung. Ihre ersten Gedichtbände kreisen um die Themen Isolation und Leere, drücken aber auch die Hoffnung aus, durch die poetische Sprache, die oft in Analogie zum Liebesakt gesetzt wird, in eine Beziehung zur Umwelt zu treten.“
Det ist ein mehrere hundert Seiten langes Großgedicht mit Anspielungen auf Dantes Divina Commedia. Es spielt mit strukturellen Entwürfen und einem Ordnungsmuster, das durch die Zahl Acht vorgegeben ist. Es ist außerdem auf die Wiederkehr bestimmter grammatischer Termini aufgebaut.
Alfabet bezieht sich auf die sogenannte Fibonacci-Folge, eine nach dem italienischen Mathematiker Leonardo Fibonacci benannte Zahlenreihe, bei der sich jedes Glied der Reihe aus der Summe der beiden vorangehenden Zahlen errechnet (also: 0, 1, 1, 2, 3, 5, 8, 13…). Christensen setzte die Fibonacci-Zahlen in Korrespondenz mit Struktur und Wachstum verschiedener Pflanzenarten.
Der 1979 erschienene Gedichtzyklus Brev i april (dt. Brief im April) geht zurück auf eine Reise, die die Autorin mit ihrem kleinen Sohn unternommen hatte. „Im Zentrum steht der Gegensatz zwischen dem mythischen Welterleben des Kindes und dem durch Abstraktion und Distanz geprägten Blick der Erwachsenen. Durch die Spontaneität, mit der das Kind zu der Welt um sich herum in Beziehung tritt, lebt sich auch das Ich der Gedichte, das vor der resignierenden Erfahrung der Wiederholung steht, wieder in die eigene Kindheit ein.“

## Auszeichnungen
- 1969: Dänischer Kritikerpreis und De Gyldne Laurbær
- 1983: Søren-Gyldendal-Preis
- 1994: Nordischer Preis der Schwedischen Akademie
- 1994: Österreichischer Staatspreis für Europäische Literatur
- 1995: Preis der Stadt Münster für Europäische Poesie
- 1996: Literaturpreis Drachmannlegatet
- 1998: Horst-Bienek-Preis für Lyrik
- 2004: Tomas Tranströmerpriset
- 2006: Siegfried Unseld Preis

## Trivia
- Der deutsche Dichter Harald Hartung verfasste ein Gedicht: Erinnerung an Inger Christensen.

## Briefe
- »Die flach ausgedehnte Landschaft des Bewusstseins«. Briefwechsel mit Sarah Kirsch 1986–2001. Mit einer Vorbemerkung von Carola Opitz-Wiemers. In: Sinn und Form 5/2021, S. 674–686